# Чародейките
„Чародейките“ (на английски: Charmed) е американски сериал, продуциран от Арън Спелинг. В него се разказва за три сестри, които са и най-силните добри вещици в света. В магическото общество са познати като „Чародейките“, но за всички останали са просто сестрите Халиуел. Всяка сестра притежава магическа сила, която расте и се развива по пътя на живота. Чародейките живеят заедно в имението на Халиуел и използват силите си, за да се борят срещу зли вещици, демони и други зли същества, населяващи Сан Франциско.
Сериалът е от жанра на свръхестествена тематика (за пример „Бъфи, убийцата на вампири“, „Ейнджъл“ и „Розуел“). В жанра му се съчетават още ужас, фантастика и комедия. Сериалът е известен с драстичните промени в него, като напускането на една от главните актриси и с най-голям рейтинг (след този на „Смолвил“ – 8,40 млн.) от 7,70 млн. зрители гледали премиерата „Something Wicca This Way Comes“.
През януари 2006, когато се излъчи „Payback's a Witch“, „Чародейките“ стана най-дълго излъчваният сериал, в който повечето главни герои са жени. Той приключи на 21 май 2006 г. Финалният епизод „Forever Charmed“ е с най-висок рейтинг за сезона – 4,49 млн. зрители.

## Сюжет
Внимание:  Текстът по-долу разкрива сюжета на произведението (или части от него)!
През един нормален ден една от тях (Фийби) се качва на тавана на къщата (току-що заселили се в нея заради смъртта на баба си), там тя намира стара книга със заклинания. Отваря книгата и започва да чете от нея заклинание за призоваване (пробуждане) на силите им. Щом го прочита в къщата без да разберат те, снимката на която са разделени сестрите, те се съединяват, а полилеят се осветява в син цвят. На другия ден всяка една от тях използва силите си без да знае че има такава. Едната (Фииби – тя отвори книгата и прочете заклинанието) получава видение за кола, която ще блъсне 2 деца и благодарение на тази сила тя предотвратява катастрофата. Втората (Прю) притежава способност за „телекинеза“ – мести предмети с ума си, и през деня прави доста поразии чрез нея -разбърква цял ред с лекарства в аптеката, ядосана на шефа тя го изпръсква с мастилото от писалката му, дори затяга вратовръзката му дотолкова, че той за малко да се задуши. А третата сестра (Пайпър) има силата „замразяване/вкаменяване“ – не буквално, тази сила кара молекулите да се забавят и спира движението за определено време. И така те разбират, че чародейките (вещиците) като тях имат мисия – да унищожават демони. Така те образуват „силата на трите“ (единството на тези три вещици, което ги прави много силни и всеки демон се плаши от тях). Но на помощ чародейките имат свой „бял ангел“, който да им помага – Лео (а Пайпър се влюбва в него и те се женят и имат 2 деца – Уаят и Крис). Усъвършенстващи силите си те получават нови – Прю получава и „астрална проекция“ (тя проектира астралното си тяло на различни места, но физическото и остава неподвижно) с тази сила тя не може да използва телекинезата, но се бие много добре и е неуязвима до известна степен (например астралното и тяло не може да бъде застреляно, но може да поема удари). Втората сестра Пайпър получава втора сила – молекулярно избухване, тя е противоположна на замразяването – тази сила кара молекулите да се забързват и така предметите избухват (тази сила е много полезна защото чрез нея може демон да бъде унищожен без специално заклинание или отвара). А Фийби – третата сестра – получава и още две нови сили. Едната е „левитация – не е летене, но помага човек да се издига във въздуха – и в боя ти помага да си по гъвкав“. А третата сила на Фийби е „съчувствието“ – с нея тя усеща как се чувства човек, дори още той да не го е почувствал, освен това с тази сила Фииби може да разбере кой е демон/дали наоколо има такъв и може да контролира силите на демона (да ги обръща срещу него и т.н.) Но след време когато чародейките са свикнали с този живот, Прю е убита от демон (Шакс) и така „силата на трите“ е разкъсана. Появява се четвърта сестра (тя е от любовта на майката на чародейките с белия си ангел Сам) и така тя заема мястото на Прю. За разлика от сестрите си (Пайпър и Фийби) Пейдж е наполовина бял ангел. Така тя има по различни сили – телекинетично телепортиране, телепортиране, очароване/смяна на вида си, лекуване и слаба/частична телепатия. Телекинетичното телепортиране е синтез от тъмни и ангелски сили – като назове предмета тя го телепортира където си поиска (в началото в близост до нея, но после може без да го вижда да го телепортира на далеч, а след повече време толкова я усъвършенства че може да телепортира хора без да е до тях/да ги е докоснала). Телепортирането и дава възможност да се телепортира където си поиска (в началото телепортацията се задействаше само при страх, но после се усъвършенства). Очароването и дава възможност да се превърне в каквото си поиска. Лекуването е ангелска сила – чрез него Пейдж може да лекува, но почти не я ползва (не я е овладяла), защото чародейките имат бял ангел, който ги лекува. Частичната (слабата) телепатия и дава възможността да чуе зовът на нуждаещите се от нея. Лео има няколко сили -лекуване, регенерация, левитация, очароване/смяна на вида, телепортация и светкавици излизащи от ръцете му (също помагащи в битката с демони).

## Епизоди
Вижте: Списък с епизоди на Чародейките

## Герои

### Главни
- Прюдънс „Прю“ Халиуел – (Шанън Дохърти) (Сезони 1-3)

Родена на 28 октомври 1970 зодия скорпион, Прю е най-голямата от сестрите Халиуел. Родена със силата на телекинезата, по-късно тя развива астрална проекция. Със силна воля, борбена и интелигентна, Прю винаги се грижи за сестрите си, Пайпър и Фийби. Прекарала детството си в грижи за двете си по малки сестри след смъртта на майка им, тя става отговорна, със силна решителност във всоичко, което прави, включително борбата с демони. Понякога Прю оставя гордостта да я направлява понеже се чувства малко По от другите, но никога не смесва личния живот с работата. На 17 май 2001, тя е убита от демона Шакс, изпратен от Извора.
- Пайпър Халиуел – (Холи Мари Комбс)

Пайпър е родена на 7 юни 1973 зодия близнаци, и е средната по възраст сестра до смъртта на Прю. Силите ѝ включват вкаменяване и взривяване на обекти. Тя винаги е била концентрирана върху нормалния си живот, и в много случаи не е харесва това и се бунтува срещу всички тези ненормални случки, които и пречат да живее нормален живот. В началото на живота си като Чародейка тя е тиха и сдържана; често раздвоена между сестрите си Прю и Фийби понеже има големи конфликти между Фийбс и Прю. В течение на шоуто тя добива по-силна личност и повече влияние след смъртта на Прю. Впоследствие става майка на двама сина, Крис и Уаят заедно със съпруга си Лео Уаят. В последния епизод, Пайпър е показана със своя внучка. Любовта ѝ към храната я насочва да се занимава с кулинария, което я води до отварянето на собствен клуб и както е разкрито в последния епизод, свой ресторант.
- Фийби Халиуел – (Алиса Милано)

Фийби, родена на 2 ноември 1975 зодия скорпион в имението на семейството, е спонтанна, енергична млада жена с две думи пълна фурия. Силата ѝ е видения, които и позволяват да вижда в миналото и бъдещето, но въпреки това тя изобщо не е доволна-постоянно се оплаква и завижда на сестрите си дори и на демони и вещици заради страхотните сили, които притежават/поне според нея/, но по-късно добива силата на левитацията която се комбинира с нейните бойни изкуства, както и емпатиякоято е доста могъща тя успява да пренасочи енергията на враговете срещу самите тях, но по-късно изгубва последните. Тя е голяма романтичка, и става преуспяващ любовен съветник във вестник. По-рано в шоуто тя и сестра ѝ Прю имат бурни взаимоотношения, а после се раздвоява между Пайпър и Пейдж. Най-дългата ѝ връзка е с Кол Търнър за повече от година, и с Кооп. Тя и Кооп се женят през 2006, както е показано в последния епизод, а впоследствие имат три момичета. Фийби продължава да работи в Бей Мирър и пише книга за откриването на любовта.
- Пейдж Матюс – (Роуз Макгоуън) (Сезони 4-8)

Пейдж Матюс е четвъртото дете на Патриша Халиуел, една добра вещица, който живее в Сан Франциско. За разлика от първите три дъщери чиито баща е Виктор Бенет, бащата на Пейдж е ангел-пазителят на Пати, Сам Уайлдър. Заради това че баща ѝ е ангел Пейдж е полу-ангел, полу-вещица. Силите ѝ включват астрална телекинеза, телепортиране и лекуване. Пейдж работи като социален работник.

### Поддържащи
- Анди Трюдо – (Тед Кинг) (Сезон 1)

Анди е приятел на сестрите от детството и любовното влечение на Прю. Щом научава за тайната на сестрите Халиуел, той става тяхна връзка с полицията. Анди е убит от демона Родригез докато се опитва да предпази момичетата в края на първи сезон.
- Дарил Морис – (Дориън Грегъри) (Сезони 1-7)

Дарил, партньорът на Анди, поема ролята на връзка между сестрите Халиуел и полицията. Той продължава да прикрива сестрите, дори след като за малко не е екзекутиран, докато жена му не настоява да бъде преместен в друг щат.
- Лео Уайът – (Брайън Крауз) (Няколко серии в Сезон 1; Сезони 2-8)

Лео е белият ангел на сестрите и по-късно съпруг на Пайпър. Магическата подкрепа на Лео спомогва за изобразяване на шоуто като свръхестествено, в което се разкъсваш между семейството и кариерата. Връзката му с Пайпър е първият от много конфликти между сестрите и Старейшините.
- Дан Гордън – (Грег Вон) (Сезон 2)

Дан се мести в къщата до имението на Халиуел с племенницата си Джени. Той се влюбва в Пайпър и двамата излизат за кратко. Но той не може да замести първата любов на Пайпър, Лео. В края на втори сезон той се мести.
- Кол Търнър – (Джулиан Макмеън) (Сезони 3-5, един епизод в Сезон 7)

Кол е първият съпруг на Фийби и също полу демон, създаващ ситуации в които сестрите са в конфликт. По природа голям злодей, той се променя. След като за последно е убит от сестрите, той тайно продължава да наглежда Фийби.
- Възрастния Крис Халиуел – (Дрю Фулър) (Сезон 6, Епизоди в 5, 7 и 8)

Крис, още не роденото дете на Пайпър и Лео идва от бъдещето, за да помогне за унищожаването на Титаните и да спре Уаят един ден да стане зъл. Възрастната му форма умира от ръцете на Гидеън. Заради промени във времето, по късно той отново се появява в последният епизод.
- Били Дженкинс – (Кейли Куоко) (Сезон 8)

Били е повереник на Пейдж и в началото прекалено уверена в силите си, по-късно става ученичка на сестрите, помагайки им да поддържат личните си животи. След като е убедена от сестра си да предаде сестрите, накрая отново минава на тяхна страна във последната серия.

### Периодични
- Пенелопе „Пени“ Халиуел (Баба) – (Дженифър Роудс)е бабата на Чароейките. Тя е притежавала силата теликинеза.
- Патриша „Пати“ Халиуел (Мама) – (Фиона Хъгс – Сезони 1-5, 7 и 8)е майката на Чародейките. Нейната сила е била да вкаменява. Тя е била убита от водния демон.
- Виктор Бенет – (Тони Денисън – Сезон 1) (Джеймс Рийд – Сезони 3–8) е бащата на Чародейките.
- Самюул Уайлдър – (Скот Джейк – Сезони 2, 5 и 8)е белият ангел на Пати Халиуел. А също така и баща на Пейдж.
- Малкият Уаят Халиуел – (Джейстн и Кристофър Симънс – Сезони 6–8)
- Възрастния Уаят Халиуел – (Уес Рамзи – Сезони 6–8)
- Малкият Крис Халиуел (Сезони 7 и 8)
- Шийла Морис – (Сандра Проспър – Сезони 5–7)
- Елис Ротман – (Ребека Болдинг – Сезони 4–8)

## „Чародейките“ в България
В България сериалът е излъчван през 2003 година. Пуснати са само първите два сезона по Диема+. Първите два сезона са повторени през 2007 г., след което са излъчени трети, четвърти и пети сезон. През 2009 г. започват повторения от първи сезон по Диема 2. В първи и втори сезон ролите се озвучават от артистите Силвия Русинова, Йорданка Илова, Здрава Каменова, Николай Николов и Васил Бинев, а в трети, четвърти и пети от Ани Василева, Даниела Йорданова, Даниела Сладунова, Иван Танев и Силви Стоицов.